# Kaiser der Deutschen

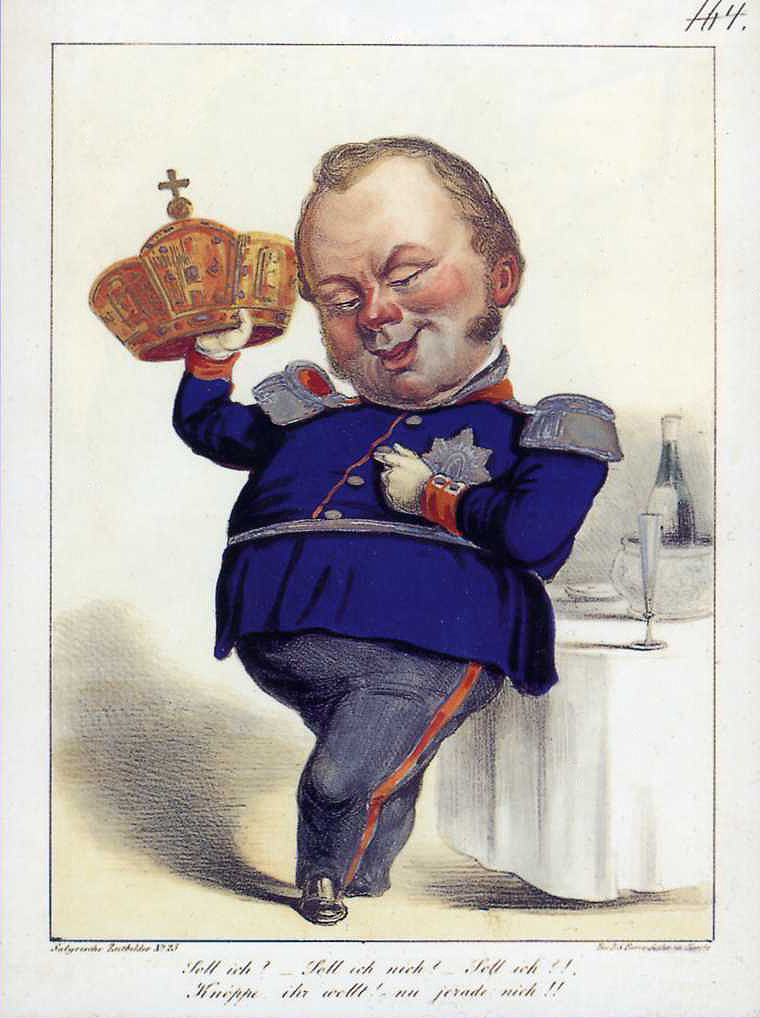
Zeitgenössischen Karikatur zur Ablehnung der Kaiserwürde (symbolisiert durch die Reichskrone): Friedrich Wilhelm IV. macht seine Entscheidung vom Abzählen seiner Uniformknöpfe abhängig: „Soll ich? – Soll ich nich? – Soll ich?! Knöppe, ihr wollt! nu jerade nich!!“

Kaiser der Deutschen war der in der Frankfurter Reichsverfassung von 1849 vorgesehene Titel des Reichsoberhauptes des zu gründenden deutschen Bundesstaates. Vorbild in der Wortbildung waren die Titel Kaiser der Franzosen, König der Franzosen und König der Belgier, die sich auf das Staatsvolk anstelle des Staatsgebiets beziehen. Der Kaiser hätte damals den Reichsverweser ersetzt, das vorläufige Staatsoberhaupt des entstehenden Deutschen Reiches.
Der Kaiser war in der Verfassung als ein Organ der Reichsgewalt vorgesehen; mit Reichsgewalt war dasjenige gemeint, das heute als Bundesebene bezeichnet wird. Der Kaiser ernannte und erließ die Reichsminister.
Die Frankfurter Nationalversammlung wählte den preußischen König Friedrich Wilhelm IV. zum Kaiser. Der König lehnte allerdings im April 1849 die Krone ab und bekämpfte seitdem die Nationalversammlung, zum Beispiel, indem er den Preußen verbot, weiterhin Abgeordnete zu sein.

## Hintergrund

Verfassungsdiagramm für die Frankfurter Reichsverfassung

Der Titel des Kaisers sollte an die 1806 niedergelegte Würde der römisch-deutschen Kaiser anknüpfen. Diese waren seit dem Hochmittelalter auch als Deutscher König, König der Deutschen und König in Germanien bezeichnet worden. Im Jahr 1806 hatte der letzte Amtsträger auf die Krone verzichtet. Der Deutsche Bund von 1815 hatte kein Oberhaupt, sondern nur den Bundestag als oberstes Organ.
Die Frankfurter Nationalversammlung tagte seit dem 18. Mai 1848. Sie setzte rasch eine vorläufige Verfassungsordnung und Regierung ein. Die Verhandlungen über die endgültige Verfassung zogen sich allerdings lange hin. Der eine Grund war die Frage, ob Österreich Teil des entstehenden Reiches sein sollte. Spätestens Österreichs neue Verfassung von Anfang März 1849 nahm den Großdeutschen den Wind aus den Segeln. Der andere Grund war die Unsicherheit, ob der preußische König die Kaiserkrone aus Frankfurt annehmen würde. Dazu hatte er undeutliche Angaben gemacht.
Überhaupt waren sich die Abgeordneten der Nationalversammlung lange Zeit uneinig, welches Staatsoberhaupt das Reich erhalten sollte: eine Art Präsidenten, eine Personengruppe oder ein erblicher Kaiser. Die erbkaiserlichen Abgeordneten, unter Führung des Rechtsliberalen Heinrich von Gagern, sahen allein schon aus Machtgründen die Wahl des Preußenkönigs als die einzig realistische Möglichkeit an. 

## Wahl und Reaktion

Friedrich Wilhelm IV.

Am 27. März 1849 trafen die Abgeordneten der Nationalversammlung zwei wichtige Grundentscheidungen. Die eine davon betraf das Erbkaisertum, das knapp mit wenigen Stimmen Mehrheit angenommen wurde. Gagern hatte dieses Ergebnis dank Absprachen mit einer Gruppe der Demokraten erreicht, die dafür das allgemeine Männerwahlrecht durchsetzte. Auch die schroffe Haltung Österreichs gegenüber der Nationalversammlung hatte dazu beigetragen. Viele enttäuschte Abgeordnete hatten an der Abstimmung nicht teilgenommen, so dass die tatsächliche Unterstützung für das Erbkaisertum noch geringer war.
Nach den Grundentscheidungen war der Weg frei, über die vorgeschlagene Verfassung abzustimmen. Am 28. März wurde nicht nur die Verfassung angenommen, sondern auch Friedrich Wilhelm IV. zum Kaiser gewählt. Bei der letzteren Abstimmung hatten die Gegner sich enthalten, um der Verfassung nicht jede Chance der Umsetzung zu nehmen. Aber auch die Befürworter waren sich dessen bewusst, dass der König allenfalls unter Druck, vielleicht auch durch seine Minister in Preußen, die Krone annehmen würde.
Die Nationalversammlung wählte eine Kaiserdeputation, um den König zu treffen. Dieser gab am 3. April den Abgeordneten eine Antwort, die sowohl ein Abwarten als auch eine Drohung enthielt. Friedrich Wilhelm IV. verwies darauf, dass die Meinung der übrigen deutschen Staaten gehört werden müsse. In den folgenden Wochen sprachen sich 28 kleinere Staaten und, bedrängt vom Volke, der König von Württemberg für die Verfassung aus. Beide preußische Parlamentskammern und das preußische Kabinett, letzteres unter Vorbehalt, waren ebenfalls für die Annahme. Friedrich Wilhelm IV. lehnte aber am 28. April die Verfassung und die Kaiserkrone endgültig ab.
Über die Motive des Königs ist viel diskutiert worden. Unstrittig missfiel es ihm, von einer Nationalversammlung und nicht von den übrigen Fürsten ins Kaiseramt gesetzt zu werden. Allerdings hatten die größten Staaten Deutschlands, nämlich Bayern, Hannover, und Sachsen, die Verfassung abgelehnt. Die zusätzliche Herrschaft nur über die kleineren Staaten war dem Preußenkönig nicht attraktiv genug, um die liberale Verfassung hinzunehmen mitsamt den Einschränkungen, die sie für seine Machtausübung gebracht hätte.

## Folgen

Staaten, die im April 1849 die Reichsverfassung angenommen haben: Die Staaten der Note der Achtundzwanzig (gelb) sowie Württemberg und die revolutionär regierten Gebiete Sachsen, Pfalz und Holstein (orange)

König Friedrich Wilhelm IV. entschied sich, rechtswidrig, den Preußen in der Nationalversammlung das Abgeordnetenmandat zu nehmen. Ähnlich machten es andere Staaten. Am 4. Mai stimmten 190 gegen 188 Abgeordnete der Nationalversammlung dafür, dass die Nationalversammlung selbst die Wahlen zum ersten Reichstag ausschreibt, und nicht (wie in der Reichsverfassung vorgesehen) der Kaiser. Der Reichstag sollte am 1. August seine erste Sitzung haben und dann dem Fürsten des größten Staates, der am Reich teilnahm, die Kaiserwürde übertragen. Der größte dem Reich beigetretene Staat war das Königreich Württemberg.
Ab Mai 1849 versuchte der preußische König, selbst Deutschland zu einigen. Sein Versuch, die Erfurter Union, scheiterte ebenfalls, diesmal am Widerstand Österreichs, Bayerns und weiterer Staaten. In dieser Union wäre Friedrich Wilhelm IV. das Staatsoberhaupt mit dem Titel Unionsvorstand gewesen. Erst eine halbe Generation später, im Juli 1867, vereinte der Norddeutsche Bund als Bundesstaat zumindest die Staaten Norddeutschlands. Der damalige preußische König wurde zum Inhaber des Bundespräsidiums. Am 1. Januar 1871 erhielt er zusätzlich den Titel Deutscher Kaiser. Diese Bezeichnung umging die Frage, ob der Kaiser ein Kaiser der Deutschen oder von Deutschland war, und sie erinnerte an den Kaisertitel „Römischer Kaiser“.

## Kaiserämter im Vergleich
Der Kaiser der Deutschen aus dem Jahr 1849 wäre ein gewählter, aber erblicher Monarch gewesen. Nach der ersten Wahl wäre also der folgende Monarch durch Erbfolge ins Amt gekommen, laut Verfassung der älteste Sohn. Die Verfassung nannte den Kaiser auch unverletzlich, entsprechend den Vorstellungen der konstitutionellen Monarchie. Der Kaiser musste einen Eid auf die Verfassung ablegen.
Der Kaiser ernannte und entließ die Reichsminister, ohne Beteiligung des Reichstags. Alle seine Handlungen mussten von einem Minister gegengezeichnet werden. Die Verfassung sah also kein parlamentarisches Regierungssystem vor. Ernst Rudolf Huber vermutet aber, dass der Reichstag genug Möglichkeiten gehabt hätte, um letztlich doch seinen Willen durchzusetzen.
Der Kaiser hatte, wie die Häuser des Reichstags, das Recht zur Gesetzesinitiative. Gegen Gesetze des Reichstags konnte der Kaiser ein suspensives (aufschiebendes) Veto einlegen. Seine Zustimmung war für eine Verfassungsänderung vonnöten.
Insgesamt beschreibt die Verfassung von 1849 das Amt des Kaisers viel ausführlicher als die Bismarckschen Verfassungen von 1867/1871. Man musste daher zu Bismarcks Zeiten auf die Bestimmungen der preußischen Verfassung zurückgreifen, wie etwa zur Regelung der Thronfolge. In der deutschen Verfassung wurden weder die Unverletzlichkeit des Monarchen noch ein Verfassungseid erwähnt. Die Nachfolger des ersten Kaisers Wilhelm I. leisteten aber tatsächlich unverlangt einen Eid auf die Verfassung.
In den Bismarckschen Verfassungen war es ebenfalls der Kaiser, der den verantwortlichen Minister einsetzte. Dies war allerdings nur ein Einzelner, der den Titel Reichskanzler hatte. Der Kaiser konnte weder Gesetze vorschlagen noch den Reichstag auflösen, solche Rechte waren dem Bundesrat vorbehalten. Der Kaiser musste sich insofern bestimmte Rechte mit der Vertretung der Gliedstaaten teilen, ähnlich wie in der Verfassungsordnung der Erfurter Union.

## Belege
1. ↑  Ernst Rudolf Huber: Deutsche Verfassungsgeschichte seit 1789. Band II: Der Kampf um Einheit und Freiheit 1830 bis 1850. 3. Auflage, W. Kohlhammer, Stuttgart [u. a.] 1988, S. 626–628.
2. ↑  David E. Barclay: Frederick William IV and the Prussian Monarchy, 1840–1861. Oxford University Press, Oxford 1995, S. 194.
3. ↑  Ernst Rudolf Huber: Deutsche Verfassungsgeschichte seit 1789. Band II: Der Kampf um Einheit und Freiheit 1830 bis 1850. 3. Auflage, Verlag W. Kohlhammer, Stuttgart [u. a.] 1988, S. 828/829.
4. ↑  Ernst Rudolf Huber: Deutsche Verfassungsgeschichte seit 1789. Band II: Der Kampf um Einheit und Freiheit 1830 bis 1850. 3. Auflage, Verlag W. Kohlhammer, Stuttgart [u. a.] 1988, S. 841.